# Chiesa di Sant'Udalrico (Frassilongo)
La chiesa di Sant'Udalrico  è la parrocchiale di Frassilongo, in Trentino. Fa parte della zona pastorale Valsugana - Primiero dell'arcidiocesi di Trento e la sua costruzione risale al XX secolo.

## Storia
La nuova parrocchiale di Frassilongo, destinata a sostituire il precedente edificio risalente almeno al 1520 ed ormai non più sufficiente per la comunità, venne costruita tra il 1904 e il 1908.

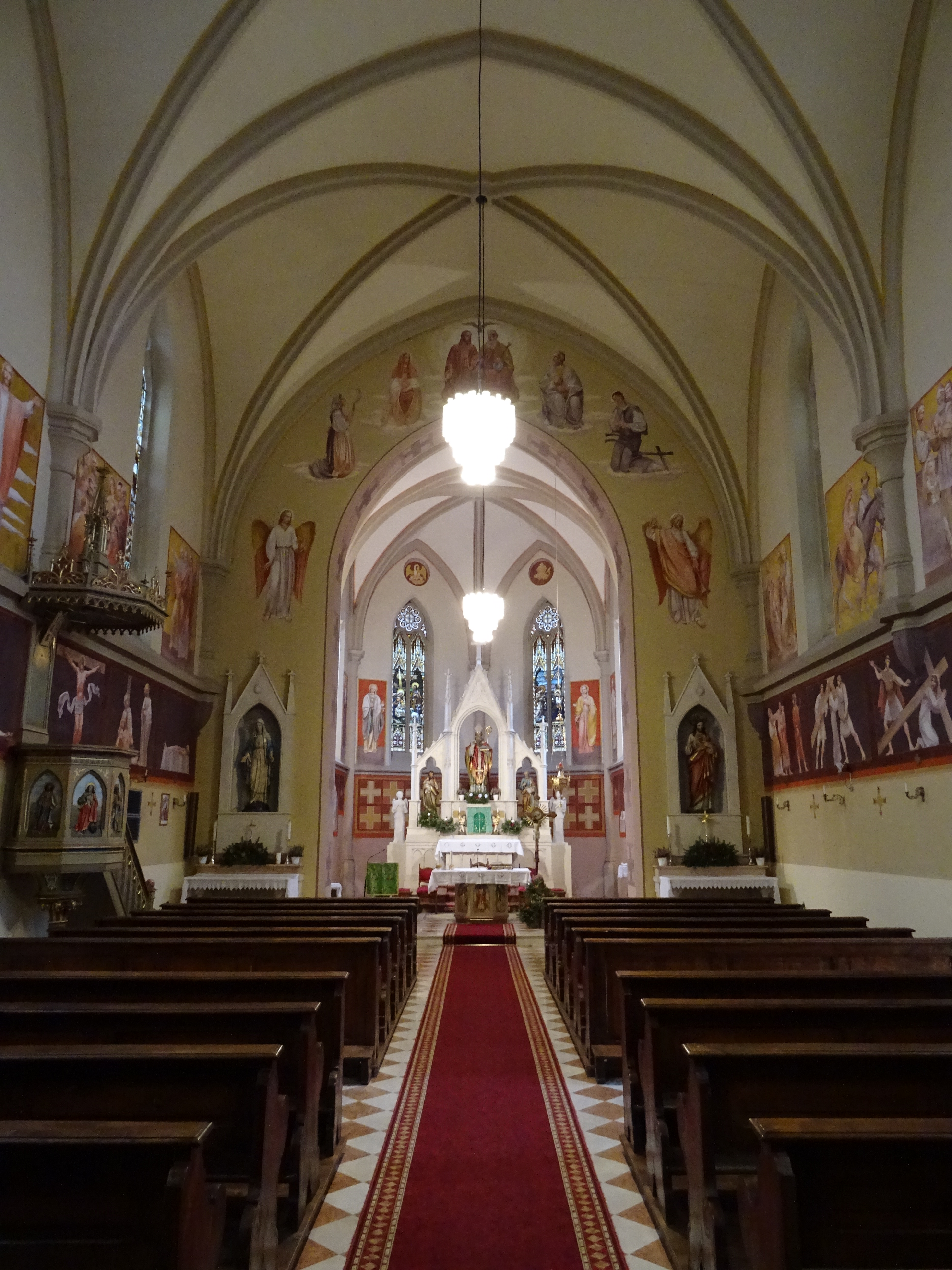
Interno

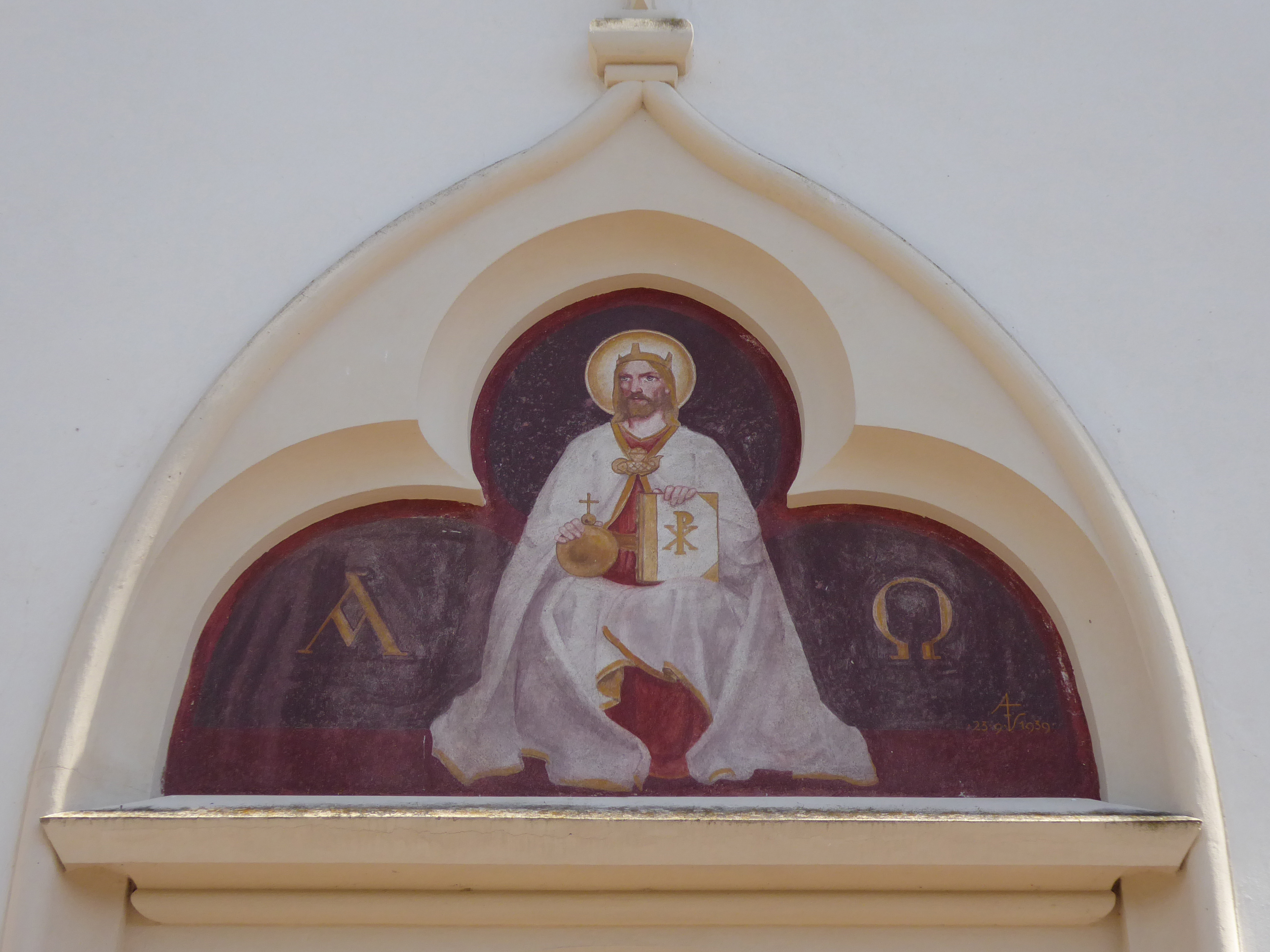
Lunetta trilobata con affresco raffigurante il Cristo

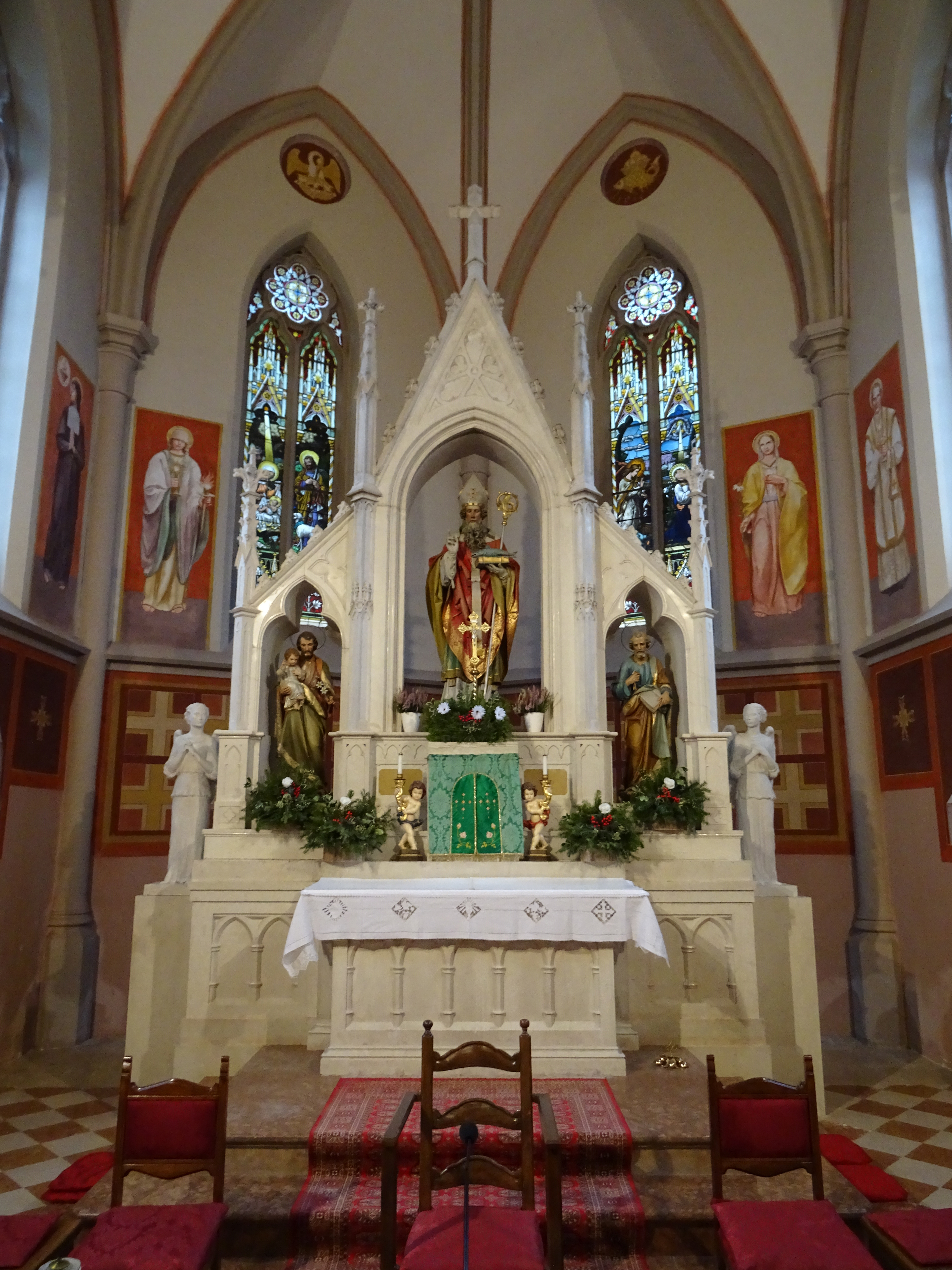
Altare maggiore

Appena ultimata venne benedetta ed aperta alle funzioni religiose poi la solenne consacrazione venne celebrata tre anni più tardi, il 22 settembre 1911.
Prima dell'entrata in guerra dell'Italia, nel 1939, il pittore austriaco Anton Sebastian Fasal decorò gli interni con dipinti murali.
Sempre nel 1939 venne costruito nella sala il fonte battesimale. Il 17 dicembre 1943 la chiesa venne elevata a dignità parrocchiale.
Negli ultimi anni del XX secolo l'edificio è stato oggetto di interventi di restauro conservativo.

## Descrizione

### Esterno
La chiesa si trova in posizione relativamente elevata a Frassilongo, nelle vicinanze del camposanto e dell'antica chiesa curaziale ancora presente. Presenta orientamento verso sud-est. 
La facciata a capanna è in stile neogotico con contrafforti ai lati, motivo che si ripete anche sulle fiancate della struttura. Il portale di accesso è racchiuso in una cornice ogivale che nella parte superiore contiene una lunetta trilobata con l'immagine del Redentore in trono.
La torre campanaria è posta alla destra della struttura. Ha base quadrangolare ed è intonacata come il resto dell'edificio, in tonalità più chiara. La cella campanaria si apre con quattro finestre a bifora e la copertura è una cuspide a forma di piramide acuta a base ottagonale con rivestmento in lamiera metallica.

### Interno
La navata interna è unica e suddivisa in tre campate. Nella prima campata è presente la cantoria e la sala continua sino all'arco santo, di forma ogivale, che fa accedere al presbiterio con abside a base poligonale.
Sulle pareti della sala, sull'arco santo e nella parte presbieriale sono presenti molte pitture a tempera realizzate nel 1939 dal viennese Anton Sebastian Fasal. Il pittore austriaco, molto attivo nel decennio precedente in Valsugana, ha arricchito di decorazioni il presbiterio, la cantoria e la sala, con una Via Crucis che si sviluppa su entrambi i lati della navata. Nella stazioni della Via Crucis ha posto anche riferimenti a personalità realmente esistenti all'epoca ed ha citato motivi locali. In questo modo è possibile riconoscere la famiglia Morelli di Canezza, un asino dei Pròneri, un pastore di Rovéda col copricapo caratteristico. Interessante, ad esempio, la figura di Ponzio Pilato che ha il viso di Benito Mussolini nella stazione I: Gesù Cristo condannato a morte.
L'organo nella cantoria e di mascioni.